# Lijst van nummer 1-hits in Wallonië in 2006
Deze hits stonden in 2006 op nummer 1 in de Waalse Ultratop 40, de bekendste hitlijst in Wallonië.
| Datum        | Artiest                                               | Titel                                 |
| ------------ | ----------------------------------------------------- | ------------------------------------- |
| 7 januari    | Madonna                                               | Hung up                               |
| 14 januari   | Madonna                                               | Hung up                               |
| 21 januari   | Kamel                                                 | Mon amour                             |
| 28 januari   | Kamel                                                 | Mon amour                             |
| 4 februari   | Tina Arena                                            | Aimer jusqu'à l'impossible            |
| 11 februari  | Juanes                                                | La camisa negra                       |
| 18 februari  | Juanes                                                | La camisa negra                       |
| 25 februari  | Juanes                                                | La camisa negra                       |
| 4 maart      | Juanes                                                | La camisa negra                       |
| 11 maart     | Juanes                                                | La camisa negra                       |
| 18 maart     | Natasha Saint-Pier                                    | Un ange frappe à ma porte             |
| 25 maart     | Diam's                                                | La boulette                           |
| 1 april      | Najoua Belyzel                                        | Gabriel                               |
| 8 april      | Najoua Belyzel                                        | Gabriel                               |
| 15 april     | Diam's                                                | La boulette                           |
| 22 april     | Diam's                                                | La boulette                           |
| 29 april     | Najoua Belyzel                                        | Gabriel                               |
| 6 mei        | Diam's                                                | La boulette                           |
| 13 mei       | Diam's                                                | La boulette                           |
| 20 mei       | Shakira & Wyclef Jean                                 | Hips don't lie                        |
| 27 mei       | Shakira & Wyclef Jean                                 | Hips don't lie                        |
| 3 juni       | Shakira & Wyclef Jean                                 | Hips don't lie                        |
| 10 juni      | Shakira & Wyclef Jean                                 | Hips don't lie                        |
| 17 juni      | Shakira & Wyclef Jean                                 | Hips don't lie                        |
| 24 juni      | Shakira & Wyclef Jean                                 | Hips don't lie                        |
| 1 juli       | Shakira & Wyclef Jean                                 | Hips don't lie                        |
| 8 juli       | Shakira & Wyclef Jean                                 | Hips don't lie                        |
| 15 juli      | Gnarls Barkley                                        | Crazy                                 |
| 22 juli      | Gnarls Barkley                                        | Crazy                                 |
| 29 juli      | Gnarls Barkley                                        | Crazy                                 |
| 5 augustus   | Gnarls Barkley                                        | Crazy                                 |
| 12 augustus  | La Plage                                              | Coup de boule                         |
| 19 augustus  | La Plage                                              | Coup de boule                         |
| 26 augustus  | La Plage                                              | Coup de boule                         |
| 2 september  | La Plage                                              | Coup de boule                         |
| 9 september  | La Plage                                              | Coup de boule                         |
| 16 september | La Plage                                              | Coup de boule                         |
| 23 september | La Plage                                              | Coup de boule                         |
| 30 september | La Plage                                              | Coup de boule                         |
| 7 oktober    | Bob Sinclar & Cutee-B & Dollarman & Big Ali & Makedah | Rock this party (Everybody dance now) |
| 14 oktober   | Bob Sinclar & Cutee-B & Dollarman & Big Al & Makedah  | Rock this party (Everybody dance now) |
| 21 oktober   | Bob Sinclar & Cutee-B & Dollarman & Big Al & Makedah  | Rock this party (Everybody dance now) |
| 28 oktober   | Bob Sinclar & Cutee-B & Dollarman & Big Al & Makedah  | Rock this party (Everybody dance now) |
| 4 november   | Bob Sinclar & Cutee-B & Dollarman & Big Al & Makedah  | Rock this party (Everybody dance now) |
| 11 november  | Moby & Mylène Farmer                                  | Slipping away (Crier la vie)          |
| 18 november  | Tribal King                                           | Facon sex                             |
| 25 november  | Moby & Mylène Farmer                                  | Slipping away (Crier la vie)          |
| 2 december   | Moby & Mylène Farmer                                  | Slipping away (Crier la vie)          |
| 9 december   | Faudel                                                | Mon pays                              |
| 16 december  | Fatal Bazooka                                         | Fous ta cagoule                       |
| 23 december  | Fatal Bazooka                                         | Fous ta cagoule                       |
| 30 december  | Fatal Bazooka                                         | Fous ta cagoule                       |